# ソムポート・セーンドゥアンチャーイ
ソムポート・セーンドゥアンチャーイ（タイ語: สมโพธิ แสงเดือนฉาย、1941年5月24日 - 2021年8月26日）は、タイの脚本家・特撮監督、特撮映画・テレビ番組制作者である。ソンポート・センゲンチャイ、ソンポート・ソンゲンチャイ、ソンポテ とも表記される。チャイヨー・プロダクションを主宰。

## 経歴
バンコク近郊のサムットプラーカーン県生まれ。父は広東省出身の華僑。
バンコク技術専門学校映画科卒業。国営貯蓄銀行の宣伝部に勤務時の1962年、特撮映画制作を志して、日本に留学。留学費用はタイの貯蓄銀行と三井銀行が折半した。東宝で円谷英二に師事し、特撮の技術を学ぶ。
1963年末に帰国して銀行を退社し、チャイヨー・フィルムを興す。
1970年にテレビシリーズ『チャラワン』を製作。1973年にはタイ初の本格的な特撮映画、『ターティエン』を製作し、当時のタイ映画の歴代ベスト1となる300万バーツもの売り上げをあげた。翌年には円谷プロダクションと共同で『ターティエン』のキャラクターと円谷プロの『ジャンボーグA』を共演させた『ジャンボーグA&ジャイアント』は『ターティエン』を上回るヒットとなった。その後も『ウルトラ6兄弟VS怪獣軍団』など特撮映画を作り続けたが、1985年の『エリマケトカゲ一人旅』以降は映画制作から撤退し、テレビ番組を製作している。
円谷プロダクション三代目社長の円谷皐とは「兄弟みたいなもの」と言うほど親密な仲で、前述のようにチャイヨー製のキャラクターと円谷製のキャラクターが共演する映画を合作した他、1973年に『ジャンボーグA』の放送権を得てタイで放送し、翌1974年に『ウルトラマンタロウ』と円谷作品のタイでの放送に関わった。
だが、円谷皐の死後の1996年に、「日本以外でウルトラマンのキャラクターを商用目的で利用する権利を持つ契約を交わした」と主張し、日本とタイとでそれぞれ裁判となった。
ウルトラシリーズをめぐる裁判中、バンコクに新たにツブラヤ・チャイヨーを設立。タイや中国などでウルトラマンのキャラクターを用いたビジネスを展開した。
日本での最高裁判所における契約書を巡る判決ではチャイヨーが勝訴した。しかしタイ国では、最高裁判所から2008年2月に出た判決において、契約書は偽造であるとされ、ソムポートがウルトラヒーローの考案者であるとの主張も却下し、共同製作2作品を含む9作品の著作権は全て円谷プロが持つと確定した。
日本とタイ国以外での契約書を巡る裁判は続いていたため、2008年11月に自身が持つと主張する日本国外でのウルトラマンの利用権を日本のユーエム社へ譲渡。しかし、1998年にタイ以外の独占利用権の放棄と引き換えにバンダイから1億円を受け取っており、この時点でタイ以外での海外の権利は事実上所有していなかったことが2011年に判明している。
やがて裁判費用の負担や、ソムポート側からすれば関係者の裏切りと取れる状況による心労、2011年の大洪水による物理的被害から、プロダクションを廃業。
2013年7月には、2年をかけてソムポートの足跡を関係者に取材した小林應恭監督のドキュメンタリー映画『ソンポート君ガンバレ』が公開された。
ユーエム社が2015年にアメリカ合衆国で起こしたウルトラマン訴訟において、ソムポートはカリフォルニア中央区地方裁判所へ出廷を命じられたにもかかわらず拒否しており、譲渡契約書の原本も提出しなかったうえ、チャイヨーには1976年の譲渡契約書以降に結んだとされるライセンス書類が残されていたことも判明した。この結果、2019年の高裁判決において、2020年3月4日の最高裁への上告期限までにユーエム社側から上告がなされなかったため、円谷プロ側の勝訴が確定した。これにより、著作権を巡るウルトラマン訴訟は完全に終結した。
なお、2018年時点では元円谷プロダクション六代目社長の円谷英明とともに行動している。
2020年9月21日にはタイにおける賠償を巡る裁判も全て終わり、ソムポートには1998年から2008年までにチャイヨーが得てきたライセンス料について、円谷プロダクションへの損害賠償が命じられた。
2021年8月26日、癌の為、死去。

## 人物
数々のワニ映画を製作するほどのワニ好きであり、かつてチャイヨー・プロダクション内には40匹ものワニを飼育するワニ園が存在した。
映画『キングコング対ゴジラ』の監督を務めた本多猪四郎によれば、ソンポートは熱心に撮影現場を勉強していたほか、本多の滑落した場面も写真に収めていたという。その後、本多は作品のダビングで東宝を訪れていたソンポートと再会している。